# Trail du Colorado
Le trail du Colorado est un trail de l'île de La Réunion, département d'outre-mer français dans le sud-ouest de l'océan Indien. Disputé chaque année depuis le 5 juin 2011, il a lieu dans les Hauts de la commune de Saint-Denis, le chef-lieu, sur un circuit de 38 kilomètres avec pour départ et arrivée le parc du Colorado.

## Palmarès
| Édition | Date            | Vainqueur          | Vainqueure                        |
| ------- | --------------- | ------------------ | --------------------------------- |
| 1re     | 5 juin 2011     | Fabrice Armand     | Fiona Porte                       |
| 2e      | 27 mai 2012     | René-Paul Vitry    | Hélène Haegel                     |
| 3e      | 16 juin 2013    | Ricky Lightfoot    | Anna Frost                        |
| 4e      | 1er juin 2014   | Marco De Gasperi   | Maud Gobert                       |
| 5e      | 12 juillet 2015 | Julien Rancon      | Landie Greyling                   |
| 6e      | 29 mai 2016     | Jean-Eddy Lauret   | Marcelle Puy                      |
| 7e      | 5 juin 2017     | René-Paul Léocadie | Marcelle Puy                      |
| 8e      | 10 juin 2018    | Sébastien Spehler  | Julie Rivière                     |
| 9e      | 2 juin 2019     | Nicolas Rivière    | Chantal Hodgi et Marie Quillévéré |